# Francisco Pérez Navarro
Francisco Pérez Navarro (Barcelona, 1953) más conocido como FP o Efepé es un guionista y traductor de cómics español, conocido por su trabajo en el seno de la Escuela Bruguera y sus colaboraciones con el dibujante Sempere.

## Biografía
A mediados de la década de 1960, Francisco Pérez Navarro comenzó a escribir guiones por encargo para la Editorial Bruguera, entre otros para las series Mortadelo y Filemón, El botones Sacarino y El capitán Pantera.
En 1971 dio impulso a las reuniones de aficionados de Barcelona con el fin de aportar mayor dignidad a la industria de la historieta y se hizo miembro del Colectivo de la Historieta.
En 1974 relevó a Conti como guionista de la serie Superlópez. Sus guiones llamaron la atención del dibujante, Jan, por considerarlos menos bobos y en general mejores que lo que tenía acostumbrado, lo que propició su colaboración en la etapa posterior del personaje. De hecho en 1979, cuando Jan retomó al personaje solicitó la colaboración de Efepé. Efepé, conocedor del mundo de los superhéroes,[cita requerida] ideó para Las aventuras de Superlópez una trama inicial en la que se parodiaba al Superman de DC Comics, con numerosas referencias al original, lo que se amplió en los siguientes dos álbumes (El Supergrupo y Todos contra uno, uno contra todos) con la parodia de multitud de héroes y villanos de los comic books de superhéroes estadounidenses. Efepé también colaboró con Jan en otras dos obras, Pasolargo y Nosotros, los catalanes, además de en la revista Cole Cole (1975). En 2012 se publicó una nueva historieta de El Supergrupo, esta vez dibujada por Nacho Fernández.
Otras series propias cuyo guion escribió fueron Odiseo con Martín Sauri, Nostradamus, La familia Rovellón y Total Hero con Sempere y Mentat con Javier Pulido.
Una de las series más importantes escritas por Pérez Navarro fue Cleopatra, reina de Egipto (1985), con Martz Schmidt para la revista Guai!, que a pesar de sus buenas críticas, no llegó a publicarse completa porque la editorial consideró más rentable comprar series franco-belgas que invertir en material propio.

## Obra
| Años   | Título                                 | Dibujante | Tipo                                                      | Publicación o editorial                          |
| ------ | -------------------------------------- | --- | --------------------------------------------------------- | ------------------------------------------------ |
| 1975   | 1-X-2, el Extraterrestre               | Traver-Griñó | serie con M. Arrufat y Conti                              | Sacarino                                         |
| 1976   | Heidi                                  | Jan | serial                                                    | Bruguera                                         |
| 1977   | Marco                                  | Jan | serial                                                    | Bruguera                                         |
| 1977   | Solidaridad con El Papus               | Jan | monografía colectiva                                      | Varias editoriales                               |
| 1978   | Nosotros, los catalanes                | Jan | monografía                                                | Plan                                             |
| 1979   | Aventuras de Superlópez                | Jan | historieta seriada                                        | Mortadelo Especial 59, 61, 63, 65 (Bruguera)     |
| 1979   | El supergrupo                          | Jan | historieta seriada                                        | Mortadelo Especial 64, 66, 68, 70, 73 (Bruguera) |
| 1979   | ¡Todos contra uno, uno contra todos!   | Jan | historieta seriada                                        | Mortadelo Especial 74-81 (Bruguera)              |
| 1980   | S.O.S., Dossier ecológico              | Jesús Redondo | serie                                                     |                                                  |
| 1982   | Emma es encantadora                    | Trinidad Tinturé | serie                                                     | Lily                                             |
| 1985-6 | Dragones y Mazmorras                   | Pascual Ferry, Francisco Javier Montes, Juan Bernet, Eloy Garijo, Bernardo Serrat, Ramón González | serie                                                     | Forum                                            |
| 2012   | El superretorno                        | Nacho Fernández | álbum                                                     | EDT                                              |
| 2013   | Otra vez el Supergrupo                 | Jan | álbum                                                     | Ediciones B                                      |
| 2014   | El Supergrupo y la guerra de las latas | Jan | álbum                                                     | Ediciones B                                      |
| 2015   | El Supergrupo contra los Demoledores   | Jan | álbum                                                     | Ediciones B                                      |
| 2016   | El Supergrupo contra los ejecutivos    | Jan | álbum                                                     | Ediciones B                                      |
| 2017   | El Supergrupo contra el Papa Cósmico   | Jan | álbum                                                     | Ediciones B                                      |
| 2018   | Las ocho caras del Supergrupo          | Óscar Martín, Jan, Jordi Sempere, Mike Bonales, Nacho Fernández, Leonel Castellani, Bea Tormo, Miki Montlló, Sergio Sandoval, Fran Carmona, Álvaro Iglesias, Enrique Fernández, José Luis Munuera, Pedro Pérez Valiente | álbum recopilatorio de historietas cortas autoconclusivas | Ominiky Ediciones                                |
| 2020   | El Supergrupo: Éxodo                   | Leonel Castellani | álbum                                                     | Ominiky Ediciones                                |